# CONCACAF Champions Cup

Das frühere Logo

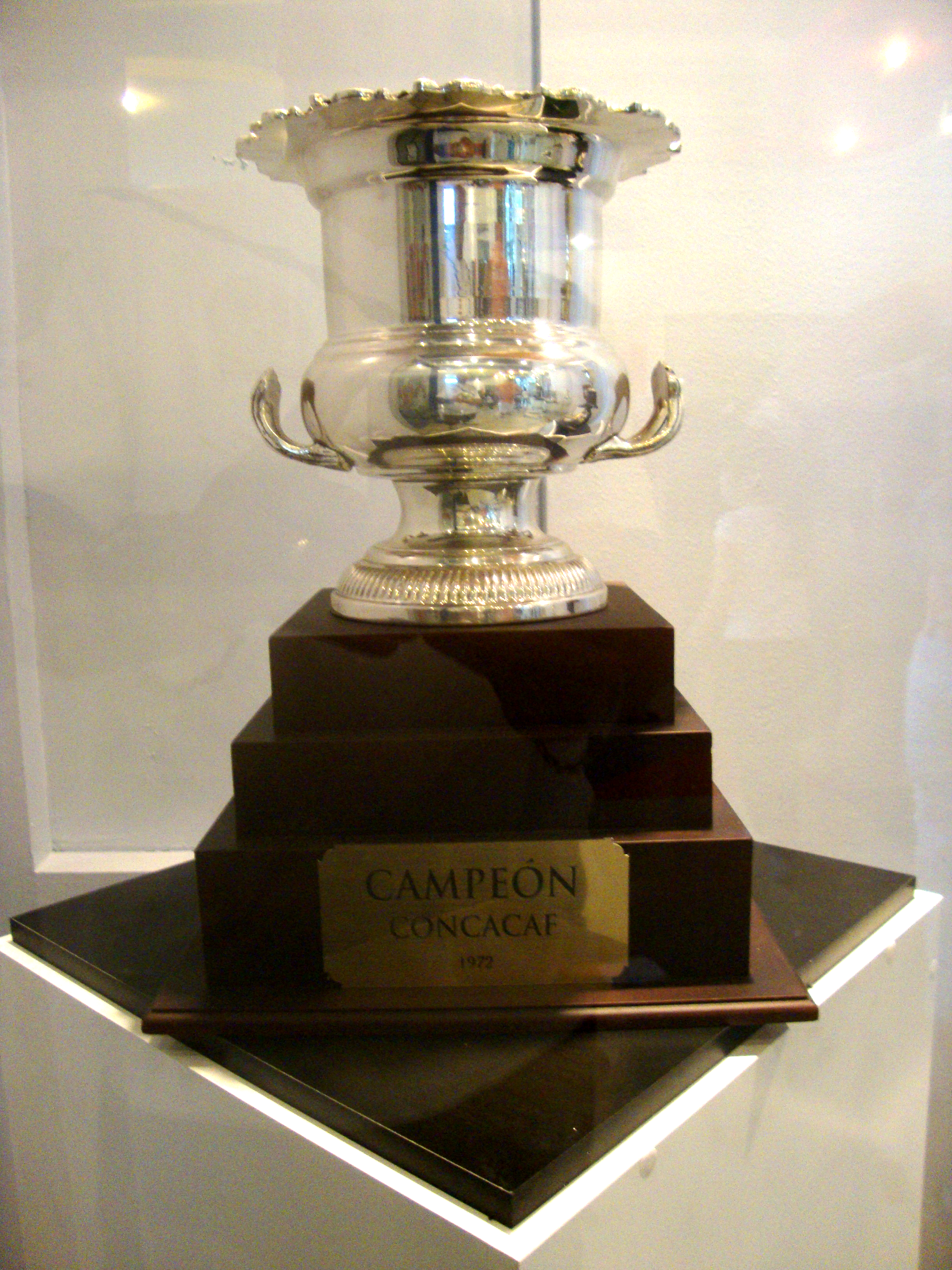
Die Siegestrophäe (1972)

Der CONCACAF Champions Cup (1962–2008: CONCACAF Champions’ Cup, 2008–2023: CONCACAF Champions League) ist ein seit 1962 ausgetragener Fußballwettbewerb für Vereinsmannschaften in Nord- und Zentralamerika sowie der Karibik, der von der CONCACAF organisiert wird. Der jeweilige Sieger qualifiziert sich für die FIFA-Klub-Weltmeisterschaft und den FIFA-Interkontinental-Pokal.

## Geschichte
Vorläufer des Wettbewerbs war der CONCACAF Champions’ Cup, der seit 1962 jährlich im Frühjahr stattfand. Der CONCACAF Champions’ Cup war vergleichbar mit dem Europapokal der Landesmeister oder der südamerikanischen Copa Libertadores, hatte aber nicht den gleichen Stellenwert für die Vereine. Der Wettbewerb bot vergleichsweise geringe finanzielle Anreize für die Klubs, und die Dominanz von Mannschaften aus Costa Rica und Mexiko führte zu einem geringeren Publikumsinteresse in den anderen Ländern. Seitdem mexikanische Klubs an der Copa Libertadores teilnehmen können, hat der Champions Cup auch in der Primera División von Mexiko an Bedeutung einbüßen müssen. Die mexikanischen Mannschaften waren mehr daran interessiert, über die InterLiga einen Startplatz in der Copa Libertadores zu erreichen, als an einer Teilnahme am Champions Cup.
Es nahmen acht Mannschaften aus folgenden Regionen teil:
- 3 Mannschaften aus Zentralamerika (1. – 3. Platz bei der Copa Interclubes UNCAF)
- 2 Mannschaften aus Mexiko (Primera División): Meister Apertura und Meister Clausura
- 2 Mannschaften aus den USA/Kanada (Major League Soccer: Meister und bestes Team der Regular Season)
- 1 Mannschaft aus der Karibik (Sieger CFU Club Championship)

Seit 2005 nahm der Sieger des CONCACAF Champions Cup an der FIFA-Klub-Weltmeisterschaft teil, und der Zweitplatzierte erhielt einen der drei CONCACAF-Startplätze in der Copa Sudamericana, die bis 2008 nicht nur auf südamerikanische Mannschaften beschränkt war. Diese Veränderungen hatten zu einem verstärkten Interesse am Champions Cup geführt, sowohl von Klubseite als auch von Seiten der Fans.
2001 wurde statt des Champions Cups der CONCACAF Giants Cup organisiert, in dem die Mannschaften mit den höchsten Besucherzahlen ihrer jeweiligen nationalen Ligen gegeneinander spielten. Der Giants Cup 2001 wurde vom Club América aus Mexiko gewonnen.
Zur Saison 2024 kehrt der Wettbewerb zum ursprünglichen Namen CONCACAF Champions Cup zurück; zudem wurde die Teilnehmerzahl auf 27 erhöht.

## Modus
Ab der kommenden Saison nehmen 27 Mannschaften am Wettbewerb teil. Das Teilnehmerfeld setzt sich wie folgt zusammen:
- 6 Klubs der Liga MX
- 5 Klubs der Major League Soccer
- 2 Klubs der Canadian Premier League
- der Sieger des U.S. Open Cups
- der Sieger der Canadian Championship
- 3 Klubs des Leagues Cups
- 6 Klubs des CONCACAF Central American Cups
- 3 Klubs des CONCACAF Caribbean Cups

Die K.-o.-Runden werden einschließlich des Finals in Hin- und Rückspiel ausgetragen. Der Sieger qualifiziert sich für die FIFA-Klub-Weltmeisterschaft.

## Die Endspiele und Sieger
| Jahr                                | Finalpaarung                                                   | Finalpaarung                                                   | Finalpaarung                                                   |
| Jahr                                | Sieger                                                         | Ergebnisse                                                     | Finalist                                                       |
| ----------------------------------- | -------------------------------------------------------------- | -------------------------------------------------------------- | -------------------------------------------------------------- |
| CONCACAF Champions’ Cup             |                                                                |                                                                |                                                                |
| 1962                                | Deportivo Guadalajara                                          | 1:0/5:0                                                        | CSD Comunicaciones                                             |
| 1963                                | RC Haïtien                                                     | Haïtien zum Sieger erklärt.                                    | Deportivo Guadalajara                                          |
| von 1964 bis 1966 nicht ausgetragen |                                                                |                                                                |                                                                |
| 1967                                | Alianza FC                                                     | 1:2/3:0/Play-Off: 5:3                                          | CRKSV Jong Colombia                                            |
| 1968                                | Deportivo Toluca                                               | Transvaal disqualifiziert. Toluca zum Sieger erklärt.          | SV Transvaal                                                   |
| 1969                                | CD Cruz Azul                                                   | 0:0/1:0                                                        | CSD Comunicaciones                                             |
| 1970                                | CD Cruz Azul                                                   | Transvaal zog zurück.                                          | SV Transvaal                                                   |
| 1971                                | CD Cruz Azul                                                   | 5:1 (Play-Off nach Ligarunde)                                  | LD Alajuelense                                                 |
| 1972                                | CD Olimpia                                                     | 1:0/0:0                                                        | SV Robinhood                                                   |
| 1973                                | SV Transvaal                                                   | Transvaal zum Sieger erklärt.                                  |                                                                |
| 1974                                | CSD Municipal                                                  | 2:1/2:1                                                        | SV Transvaal                                                   |
| 1975                                | Atletico Español (Necaxa)                                      | 3:0/2:1                                                        | SV Transvaal                                                   |
| 1976                                | Club Deportivo Águila                                          | 5:1/?                                                          | SV Robinhood                                                   |
| 1977                                | Club América                                                   | 1:0/1:1                                                        | SV Robinhood                                                   |
| 1978                                | Universidad Guadalajara CSD Comunicaciones Defence Force FC    | Finalturnier nicht ausgespielt. 3 Teams zum Sieger erklärt.    |                                                                |
| 1979                                | Club Deportivo FAS                                             | 1:0/8:0                                                        | CRKSV Jong Colombia                                            |
| 1980                                | UNAM Pumas                                                     | Ligasystem                                                     | Universidad NAH                                                |
| 1981                                | SV Transvaal                                                   | 1:0/1:1                                                        | Atlético Marte                                                 |
| 1982                                | UNAM Pumas                                                     | 0:0/3:2                                                        | SV Robinhood                                                   |
| 1983                                | CF Atlante                                                     | 1:1/0:5                                                        | SV Robinhood                                                   |
| 1984                                | Violette AC                                                    | Violette zum Sieger erklärt.                                   |                                                                |
| 1985                                | Defence Force FC                                               | 2:0/1:0                                                        | CD Olimpia                                                     |
| 1986                                | LD Alajuelense                                                 | 4:1/2:1                                                        | SV Transvaal                                                   |
| 1987                                | Club América                                                   | 1:1/2:0                                                        | Defence Force FC                                               |
| 1988                                | CD Olimpia                                                     | 2:0/2:0                                                        | Defence Force FC                                               |
| 1989                                | UNAM Pumas                                                     | 1:1/3:1                                                        | Pinar del Río                                                  |
| 1990                                | Club América                                                   | 2:2/6:0                                                        | Pinar del Río                                                  |
| 1991                                | Club Puebla                                                    | 3:1/1:1                                                        | Police FC                                                      |
| 1992                                | Club América                                                   | 1:0                                                            | LD Alajuelense                                                 |
| 1993                                | CD Saprissa                                                    | Ligasystem                                                     | Club León                                                      |
| 1994                                | CS Cartaginés                                                  | 3:2                                                            | CF Atlante                                                     |
| 1995                                | CD Saprissa                                                    | Ligasystem                                                     | CSD Municipal                                                  |
| 1996                                | CD Cruz Azul                                                   | Ligasystem                                                     | Club Necaxa                                                    |
| 1997                                | CD Cruz Azul                                                   | 5:3                                                            | LA Galaxy                                                      |
| 1998                                | D.C. United                                                    | 1:0                                                            | Deportivo Toluca                                               |
| 1999                                | Club Necaxa                                                    | 2:1                                                            | LD Alajuelense                                                 |
| 2000                                | LA Galaxy                                                      | 3:2                                                            | CD Olimpia                                                     |
| 2001                                | Turnier abgesagt, stattdessen CONCACAF Giants Cup ausgetragen. | Turnier abgesagt, stattdessen CONCACAF Giants Cup ausgetragen. | Turnier abgesagt, stattdessen CONCACAF Giants Cup ausgetragen. |
| 2002                                | CF Pachuca                                                     | 1:0                                                            | Monarcas Morelia                                               |
| 2003                                | Deportivo Toluca                                               | 3:3/2:1                                                        | Monarcas Morelia                                               |
| 2004                                | LD Alajuelense                                                 | 1:1/4:0                                                        | CD Saprissa                                                    |
| 2005                                | CD Saprissa                                                    | 2:0/1:2                                                        | UNAM Pumas                                                     |
| 2006                                | Club América                                                   | 0:0/2:1 n. V.                                                  | Deportivo Toluca                                               |
| 2007                                | CF Pachuca                                                     | 2:2/0:0 n. V., 7:6 i. E.                                       | Deportivo Guadalajara                                          |
| 2008                                | CF Pachuca                                                     | 1:1/2:1                                                        | CD Saprissa                                                    |
| CONCACAF Champions’ League          |                                                                |                                                                |                                                                |
| 2008/09                             | CF Atlante                                                     | 2:0/0:0                                                        | CD Cruz Azul                                                   |
| 2009/10                             | CF Pachuca                                                     | 1:2/1:0                                                        | CD Cruz Azul                                                   |
| 2010/11                             | CF Monterrey                                                   | 2:2/1:0                                                        | Real Salt Lake                                                 |
| 2011/12                             | CF Monterrey                                                   | 2:0/1:2                                                        | Santos Laguna                                                  |
| 2012/13                             | CF Monterrey                                                   | 0:0/4:2                                                        | Santos Laguna                                                  |
| 2013/14                             | CD Cruz Azul                                                   | 0:0/1:1                                                        | Deportivo Toluca                                               |
| 2014/15                             | Club América                                                   | 1:1/4:2                                                        | Montreal Impact                                                |
| 2015/16                             | Club América                                                   | 2:0/2:1                                                        | UANL Tigres                                                    |
| 2016/17                             | CF Pachuca                                                     | 1:1/1:0                                                        | UANL Tigres                                                    |
| 2018                                | Deportivo Guadalajara                                          | 2:1/1:2 4:2 i. E.                                              | Toronto FC                                                     |
| 2019                                | CF Monterrey                                                   | 1:0/1:1                                                        | UANL Tigres                                                    |
| 2020                                | UANL Tigres                                                    | 2:1                                                            | Los Angeles FC                                                 |
| 2021                                | CF Monterrey                                                   | 1:0                                                            | Club América                                                   |
| 2022                                | Seattle Sounders                                               | 2:2/3:0                                                        | UNAM Pumas                                                     |
| 2023                                | Club León                                                      | 2:1/1:0                                                        | Los Angeles FC                                                 |
| CONCACAF Champions Cup              |                                                                |                                                                |                                                                |
| 2024                                | CF Pachuca                                                     | 3:0                                                            | Columbus Crew                                                  |
| 2025                                | CD Cruz Azul                                                   | 5:0                                                            | Vancouver Whitecaps                                            |

### Ranglisten
| Rang | Klub                    | Titel | Jahr(e)                                  |
| ---- | ----------------------- | ----- | ---------------------------------------- |
| 1    | Club América            | 7     | 1977, 1987, 1990, 1992, 2006, 2015, 2016 |
|      | CD Cruz Azul            | 7     | 1969, 1970, 1971, 1996, 1997, 2014, 2025 |
| 3    | CF Pachuca              | 6     | 2002, 2007, 2008, 2010, 2017, 2024       |
| 4    | CF Monterrey            | 5     | 2011, 2012, 2013, 2019, 2021             |
| 5    | CD Saprissa             | 3     | 1993, 1995, 2005                         |
|      | UNAM Pumas              | 3     | 1980, 1982, 1989                         |
| 7    | LD Alajuelense          | 2     | 1986, 2004                               |
|      | CF Atlante              | 2     | 1983, 2009                               |
|      | Defence Force FC        | 2     | 1978, 1985                               |
|      | Club Necaxa             | 2     | 1975 1, 1999                             |
|      | CD Olimpia              | 2     | 1972, 1988                               |
|      | Deportivo Guadalajara   | 2     | 1962, 2018                               |
|      | Deportivo Toluca        | 2     | 1968, 2003                               |
|      | SV Transvaal            | 2     | 1973, 1981                               |
| 15   | Club Deportivo Águila   | 1     | 1976                                     |
|      | Alianza FC              | 1     | 1967                                     |
|      | LA Galaxy               | 1     | 2000                                     |
|      | CS Cartaginés           | 1     | 1994                                     |
|      | CSD Comunicaciones      | 1     | 1978                                     |
|      | D.C. United             | 1     | 1998                                     |
|      | Club Deportivo FAS      | 1     | 1979                                     |
|      | Universidad Guadalajara | 1     | 1978                                     |
|      | RC Haïtien              | 1     | 1963                                     |
|      | CSD Municipal           | 1     | 1974                                     |
|      | Club Puebla             | 1     | 1991                                     |
|      | Violette AC             | 1     | 1984                                     |
|      | UANL Tigres             | 1     | 2020                                     |
|      | Seattle Sounders        | 1     | 2022                                     |
|      | Club León               | 1     | 2023                                     |

| Rang | Land                | Titel |
| ---- | ------------------- | ----- |
| 1    | Mexiko              | 40    |
| 2    | Costa Rica          | 06    |
| 3    | El Salvador         | 03    |
|      | USA                 | 03    |
| 5    | Guatemala           | 02    |
|      | Haiti               | 02    |
|      | Honduras            | 02    |
|      | Suriname            | 02    |
|      | Trinidad und Tobago | 02    |

## Torschützenkönige/Auszeichnungen
Seit 2008 wird der „Goldene Schuh“ vergeben. Seit 2011 wird zudem für jedes Turnier der beste Spieler auserkoren.
| Jahr        | Spieler             | Verein                | Tore |
| ----------- | ------------------- | --------------------- | ---- |
| 2008/09     | Javier Orozco       | CD Cruz Azul          | 07   |
| 2009/10     | Ulises Mendivil     | CF Pachuca            | 09   |
| 2010/11     | Javier Orozco       | CD Cruz Azul          | 11   |
| 2011/12     | Humberto Suazo      | CF Monterrey          | 07   |
| 2011/12     | Oribe Peralta       | Santos Laguna         | 07   |
| 2012/13     | Nicolás Muñoz       | AD Isidro Metapán     | 06   |
| 2012/13     | Carlos Quintero     | Santos Laguna         | 06   |
| 2013/14     | Raúl Nava           | Deportivo Toluca      | 07   |
| 2014/15     | Darío Benedetto     | Club América          | 07   |
| 2014/15     | Oribe Peralta       | Club América          | 07   |
| 2015/16     | Emanuel Villa       | Querétaro Fútbol Club | 06   |
| 2016/17     | Hirving Lozano      | CF Pachuca            | 08   |
| 2018        | Jonathan Osorio     | Toronto FC            | 04   |
| 2019        | Enner Valencia      | UANL Tigres           | 07   |
| 2020        | André-Pierre Gignac | UANL Tigres           | 06   |
| 2021        | Kacper Przybyłko    | Philadelphia Union    | 05   |
| 2022        | Juan Dinenno        | UNAM Pumas            | 09   |
| 2023        | Denis Bouanga       | Los Angeles FC        | 07   |
| 2024        | Salomón Rondón      | CF Pachuca            | 09   |
| 2025        | Ángel Sepúlveda     | CD Cruz Azul          | 09   |
| Rekordmarke |                     |                       |      |

| Jahr                                 | Spieler             | Verein           |
| ------------------------------------ | ------------------- | ---------------- |
| 2011/12                              | Oribe Peralta       | Santos Laguna    |
| 2012/13                              | Aldo de Nigris      | CF Monterrey     |
| 2013/14                              | Mariano Pavone      | CD Cruz Azul     |
| 2014/15                              | Darío Benedetto     | Club América     |
| 2015/16                              | Rubens Sambueza     | Club América     |
| 2016/17                              | Franco Jara         | CF Pachuca       |
| 2018                                 | Sebastian Giovinco  | Toronto FC       |
| 2019                                 | Nicolás Sánchez     | CF Monterrey     |
| 2020                                 | André-Pierre Gignac | UANL Tigres      |
| 2021                                 | Rogelio Funes Mori  | CF Monterrey     |
| 2022                                 | Stefan Frei         | Seattle Sounders |
| 2023                                 | Víctor Dávila       | Club León        |
| 2024                                 | Salomón Rondón      | CF Pachuca       |
| 2025                                 | Ángel Sepúlveda     | CD Cruz Azul     |
| Spieler auch Champions-League-Sieger |                     |                  |